# کامیون برقی

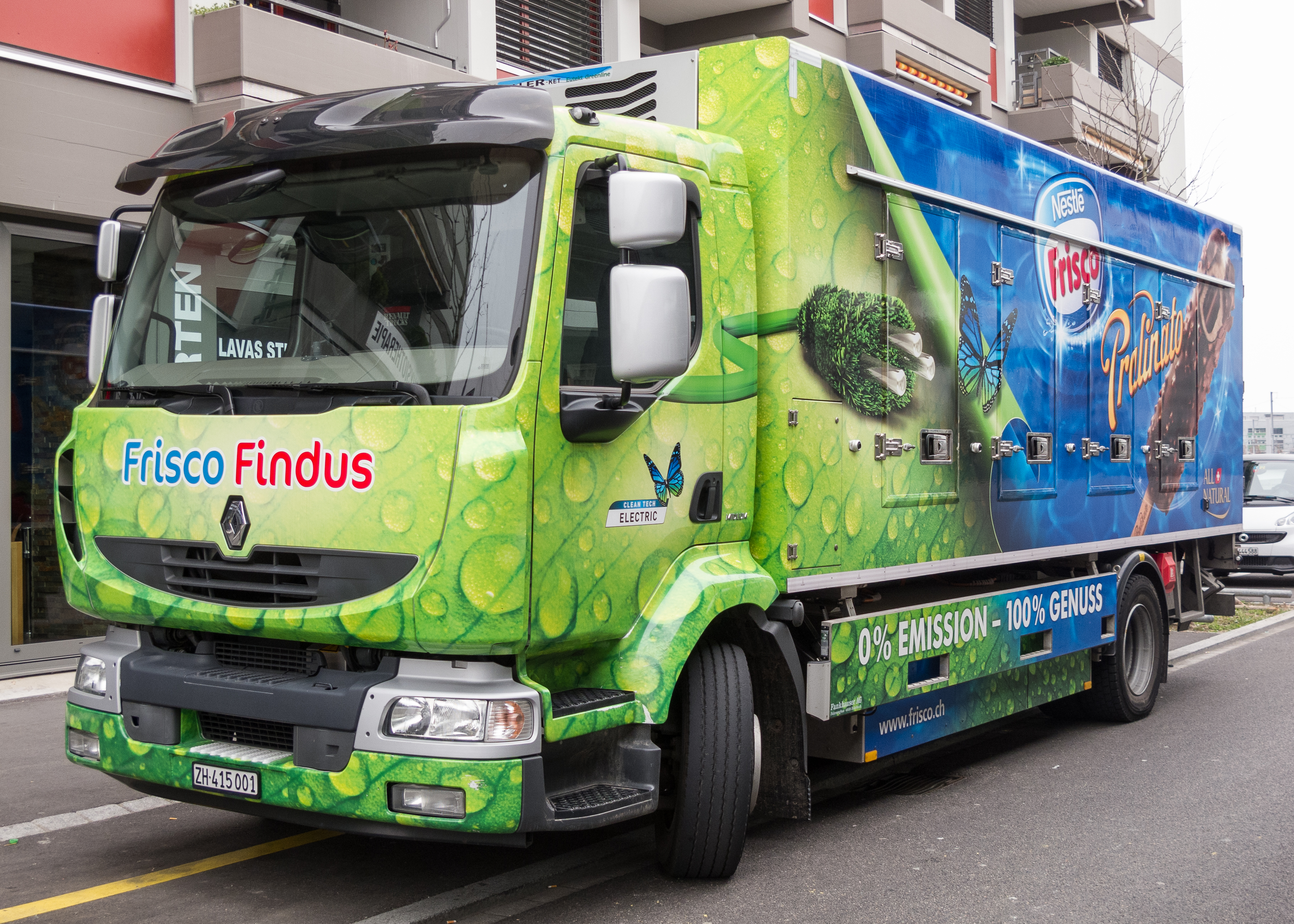
رنو میدلام برقی که در سال ۲۰۱۵ توسط نستله مورد استفاده قرار گرفت

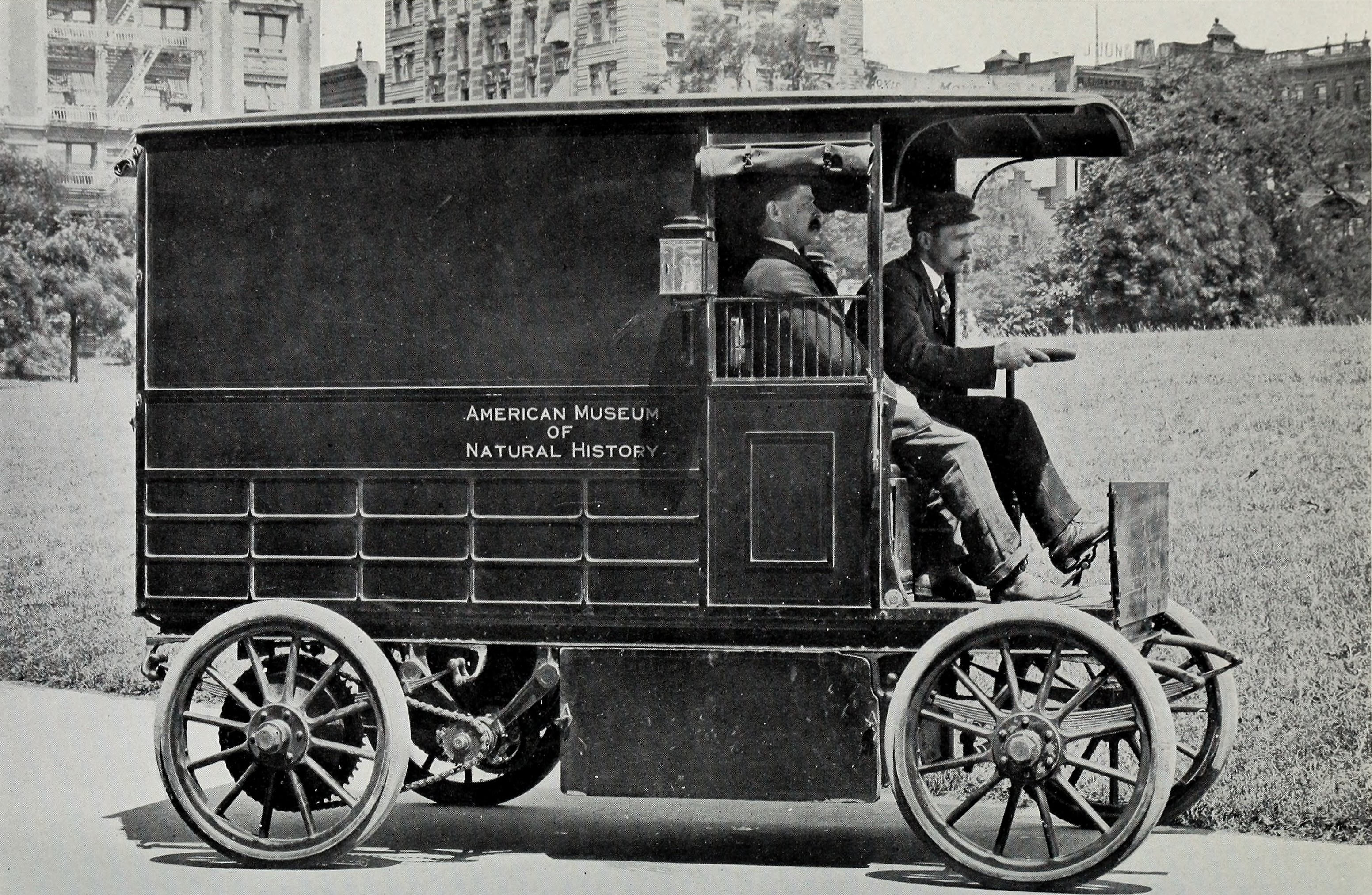
کامیون برقی خودکار، ۱۹۰۷

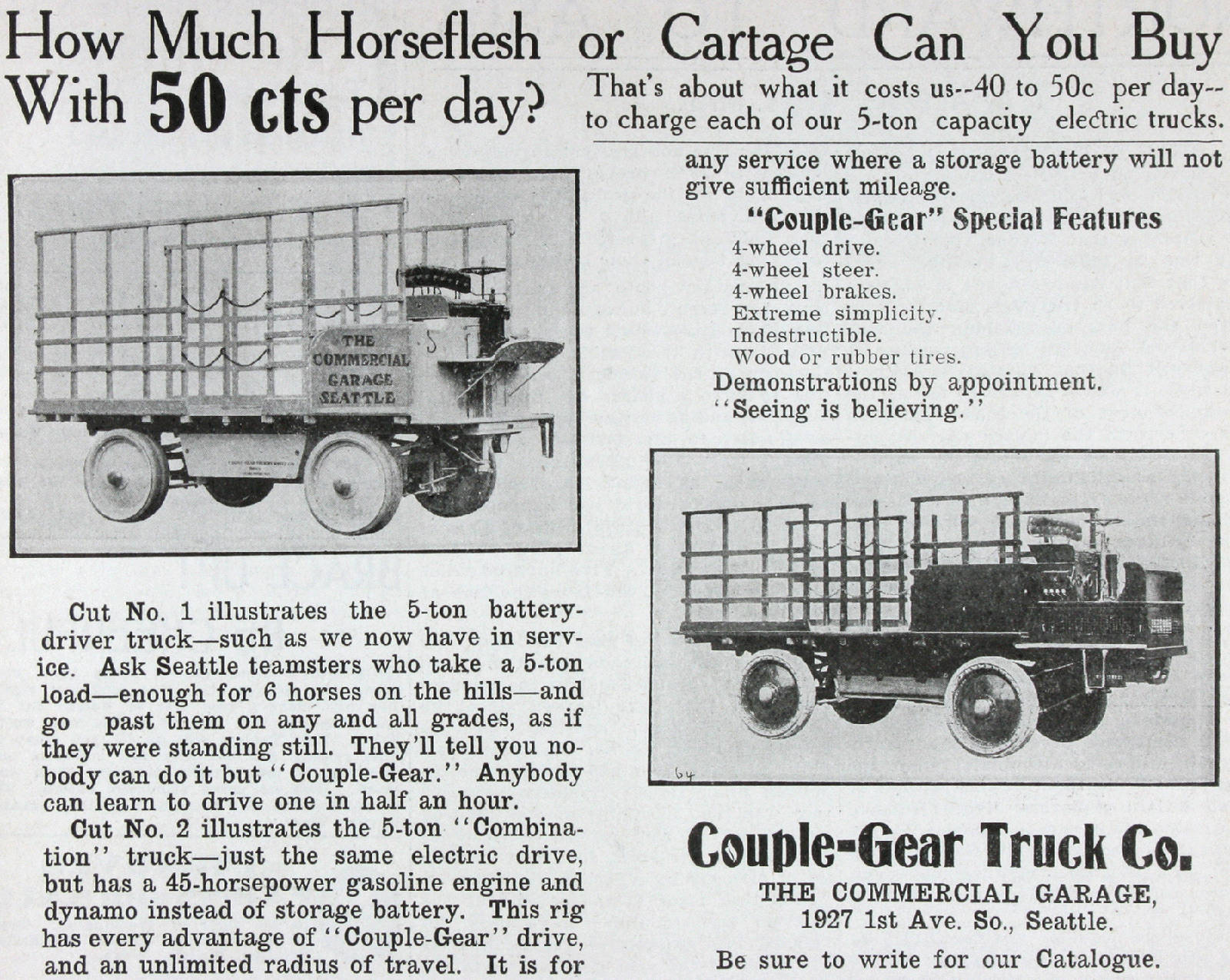
تبلیغ کامیون‌های برقی مربوط به سال ۱۹۰۸

کامیون برقی کامیون برقی، وسیله‌ای نقلیه با نیروی باتری است که برای حمل محموله، جابجایی بارهای خاص یا انجام سایر امور کاربردی طراحی شده است.
هرچند کامیون‌های برقی برای بیش از یک قرن در کاربردهای خاص مانند وانت‌های توزیع شیر، یدک‌کش‌های زمینی فرودگاه و لیفتراک‌ها مورد استفاده قرار گرفته‌اند—عموماً با استفاده از باتری اسید-سرب-اسید—اما توسعه سریع فناوری باتری خودرو برقی سبک‌تر و پرانرژی‌تر در قرن بیست و یکم، دامنه استفاده از نیروی محرکه الکتریکی را در نقش‌های مختلف به کامیون‌ها نیز گسترش داده است.
در مقایسه با کامیون‌های دارای موتور احتراق داخلی، کامیون‌های برقی موجب کاهش آلودگی صوتی و زیست‌محیطی می‌شوند. همچنین، به دلیل بهره‌وری بالا، تعداد کم قطعات در سامانه‌های نیروی محرکه الکتریکی، عدم نیاز به سوخت‌سوزی در حالت توقف، و شتاب‌گیری بی‌صدا و کارآمد، هزینه‌های مالکیت و بهره‌برداری از کامیون‌های برقی به‌طور چشم‌گیری کمتر از نسل‌های پیشین است. به گزارش وزارت انرژی ایالات متحده، متوسط هزینه به‌ازای هر کیلووات‌ساعت ظرفیت باتری کامیون‌ها از ۵۰۰ دلار در سال ۲۰۱۳ به ۲۰۰ دلار در سال ۲۰۱۹ کاهش یافت و در سال ۲۰۲۰ حتی به ۱۳۷ دلار رسید، به‌طوری‌که برای نخستین‌بار برخی خودروها باتری‌هایی با هزینه کمتر از ۱۰۰ دلار به‌ازای هر کیلووات‌ساعت داشتند.
بخش حمل‌ونقل بارهای بین‌شهری و بلندمسافت، کمتر از دیگر بخش‌ها قابلیت الکتریکی شدن داشته است، زیرا وزن زیاد باتری در مقایسه با سوخت موجب کاهش ظرفیت حمل بار می‌شود، و گزینه جایگزین، یعنی شارژ مکرر، باعث کاهش زمان تحویل می‌گردد. در مقابل، بخش تحویل کوتاه‌برد شهری به‌سرعت الکتریکی شده است، چراکه ماهیت پاک و بی‌صدای کامیون‌های برقی با برنامه‌ریزی شهری و مقررات شهرداری‌ها هماهنگ است، و ظرفیت باتری‌های با اندازه معقول نیز برای ترافیک توقف-حرکت روزانه در مناطق کلان‌شهری کاملاً مناسب است.
در کشور کره جنوبی، کامیون‌های برقی سهم قابل‌توجهی از بازار کامیون‌های نو را به خود اختصاص داده‌اند؛ در سال ۲۰۲۰، از میان کامیون‌هایی که در داخل کشور تولید و فروخته شدند (که بخش عمده کامیون‌های نو را تشکیل می‌دهند)، ۷٫۶٪ کاملاً برقی بودند.
در کشورهای نروژ و سوئد، سهم بازار کامیون‌های سنگین برقی (با وزن بیش از ۱۶ تن) در سال ۲۰۲۴ به‌ترتیب به ۷٫۸٪ و ۶٫۵٪ رسید و کامیون‌های سنگین برقی ساخت شرکت‌های باسابقه اروپایی به مرحله تولید انبوه وارد شدند.

## تاریخچه
شرکت آتوکار و چندین تولیدکننده پیشگام دیگر کامیون در ایالات متحده، از جمله شرکت واکر ویلچر، در دهه ۱۹۲۰ طیفی از کامیون‌های برقی را برای فروش عرضه کردند. هرچند کامیون‌های برقی در انجام کارهای کوتاه‌برد، به‌ویژه در محیط‌های شهری، موفق بودند، اما چگالی انرژی بالاتر سوخت‌های فسیلی موجب شد تا استفاده از کامیون‌های برقی به‌تدریج کاهش یابد. این روند نزولی تا زمانی ادامه داشت که فناوری باتری‌ها در دهه ۲۰۰۰ میلادی پیشرفت چشم‌گیری پیدا کرد و زمینه بازگشت کامیون‌های برقی به بازار را فراهم ساخت.

## مزایای سلامتی
جایگزینی وسایل نقلیه سنگین دیزلی با نمونه‌های برقی، از منظر سلامت عمومی بسیار سودمند است، چرا که وسایل نقلیه سنگین سهمی نامتناسب و بسیار بالا در تولید آلاینده‌های دیزلی بخش حمل‌ونقل دارند. وجود دود و آلاینده‌های ناشی از سوخت دیزل در هوای محیط، خطر ابتلا به بیماری‌هایی چون آسم، سکته قلبی و سکته مغزی، سرطان ریه و مرگ زودهنگام را افزایش می‌دهد. استانداردهای جدید آلایندگی وسایل نقلیه پیش‌بینی می‌شود که تا حدود سال ۲۰۳۰ موجب کاهش قابل توجه آلودگی هوا در مناطق شهری و اطراف جاده‌ها شوند. این کاهش بخشی از طریق تشویق و حمایت از کامیون‌های برقی محقق خواهد شد؛ نمونه‌ای از این اقدامات، قانون «کامیون‌های پاک پیشرفته» در برخی ایالت‌های آمریکا است که خودروسازان را ملزم به تولید و عرضه درصد مشخصی از کامیون‌های بدون آلایندگی می‌کند.
در اروپا نیز، به‌جای تمرکز صرف بر استاندارد آلایندگی استاندارد آلایندگی اروپا، پیشنهادهایی در حال بررسی است که از طریق اعمال محدودیت‌های سخت‌گیرانه بر میزان انتشار دی‌اکسید کربن (CO2)، بتوان همزمان با مقابله با تغییرات اقلیمی، آلودگی محلی ناشی از تردد وسایل نقلیه سنگین را نیز کاهش داد. این رویکرد ترکیبی می‌تواند نه‌تنها به بهبود کیفیت هوای شهرها کمک کند، بلکه به کاهش بار بیماری‌ها و هزینه‌های درمانی ناشی از آلودگی هوا نیز منجر شود.